# Bahnhof Jerusalem – Jitzchak Nawon
Der Bahnhof Jerusalem – Jitzchak Nawon (hebräisch תַּחֲנַת הָרַכֶּבֶת יְרוּשָׁלַיִם – יִצְחָק נָבוֹן Tachanat haRakkevet Jərūschalajim – Jitzchaq Navōn) ist ein Bahnhof der Hochgeschwindigkeitsstrecke zwischen Tel Aviv und Jerusalem in der Nähe des International Convention Center Jerusalem. Der unterirdische Bahnhof befindet sich in einer Tiefe von 60 bis 80 Metern und soll zusammen mit der kreuzenden Stadtbahn und dem benachbarten Busbahnhof ein zentraler Verkehrsknotenpunkt Jerusalems werden.

## Geschichte

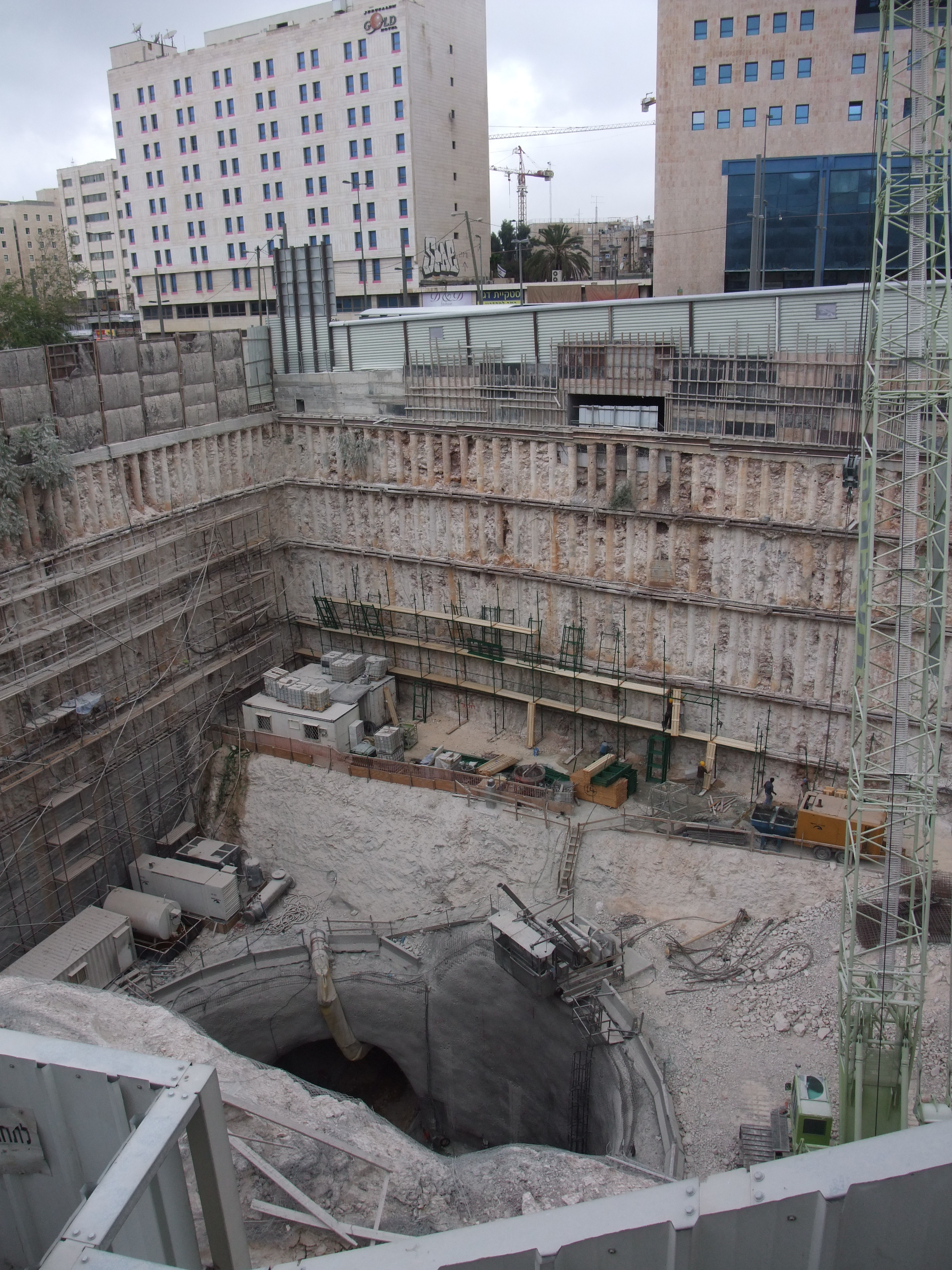
Tunnelbohrungen für den Bahnhofsbau (2010)

Der Grundstein für den Bahnhof wurde am 12. September 2006 gelegt, die Bauarbeiten für den Bahnhof begannen im Jahr 2007. Im Vorfeld des Baubeginns musste das am Platz befindliche Denkmal für die „Verteidiger Jerusalems“ (יד הזיכרון למגיני ירושלים) versetzt werden, es zog auf den Vorplatz des Verfassungsgerichtes.
Den Auftrag für den Entwurf des Bahnhofs vergab die israelische Staatsbahn an Barchana Architects, die Unternehmen Ramet (hebräisch רַמֶט) und Chofrey HaScharon (hebräisch חוֹפְרֵי הַשָּׁרוֹן) gewannen die Ausschreibung für den Bau der unterirdischen Station inklusive der Bahnsteige. Aufgrund von finanziellen Problemen des Bauunternehmens Ramat verzögerten sich die Bauarbeiten zwischenzeitlich und begannen erst im Frühjahr 2010 erneut. Im Sommer 2013 war der Rohbau des Bahnhofs fertig, im Anschluss erfolgte der Innenausbau, vor allem durch das Unternehmen Electra.
Der Bahnhof soll zusammen mit der Neubaustrecke nach Tel Aviv eröffnet werden. Zuletzt war eine Eröffnung für März 2018 geplant. Der Bahnhof wurde letztendlich im September 2018, zu Jom Kippur, eingeweiht, wobei die Züge zunächst nur zum Flughafen Ben Gurion pendeln, da der restliche Abschnitt bis Tel Aviv noch nicht elektrifiziert wurde. Die neue Verbindung erschließt seit 2020 weitere Stationen (Bahnhof Tel Aviv haSchalom, Bahnhof Tel Aviv Savidor Merkaz, Bahnhof Herzliah).

## Bahnhofsgebäude

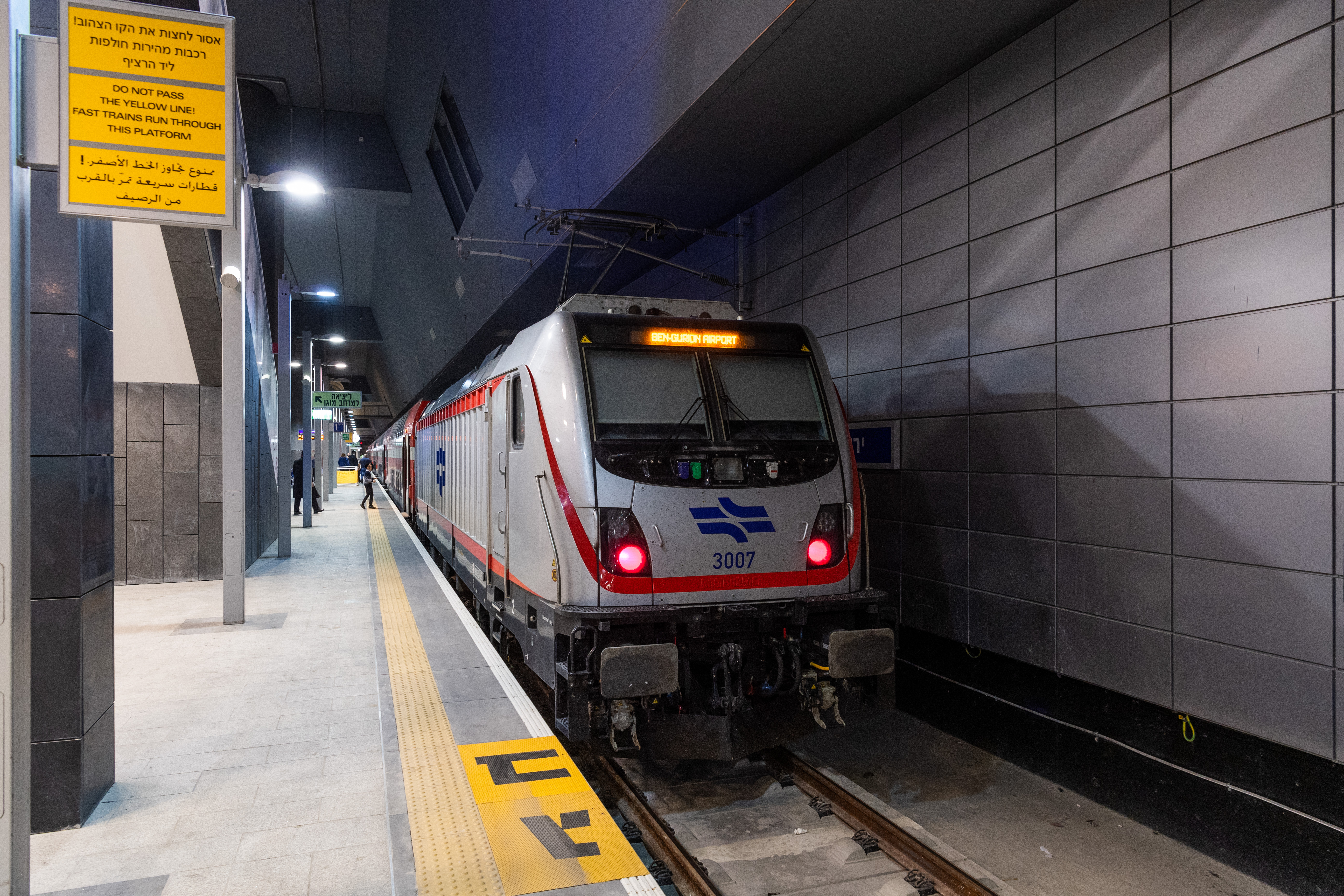
Zug im Bahnhof

Der Bahnhof umfasst eine Geschossfläche von 26.000 Quadratmetern, er teilt sich in zwei Etagen. Die obere Ebene (−1) umfasst die Büros und die Einkaufsflächen, die untere Ebene (−2) die vier 300 Meter langen Bahnsteige. Im Falle eines konventionellen, biologischen oder chemischen Angriffs kann der Bahnhof als Bunker für bis zu 5000 Menschen genutzt werden.
Konstruktionstechnisch ist eine Verlängerung der Neubaustrecke über den Bahnhof hinaus weiter bis zur Jerusalemer Altstadt vorbereitet. Ob diese Verlängerung tatsächlich gebaut wird, ist noch nicht absehbar.